# Gabriela Mărginean
Gabriela Mărginean (Cluj-Napoca, 12 febbraio 1987) è una cestista rumena.

## Carriera
È stata selezionata dalle Minnesota Lynx al terzo giro del Draft WNBA 2010 (26ª scelta assoluta).
Con la Romania ha disputato i Campionati europei del 2015.